# Bescheewege
Bescheewege is een klein gehucht in de Belgische provincie West-Vlaanderen. Het ligt op de weg tussen Edewalle en Handzame, op het grondgebied van hoofdgemeente Kortemark. Het gehucht is gedurende de jaren aardig gegroeid.
Bescheewege is een naam die voorkomt uit het oud-Nederlands en vertaald kan worden als bosscheiding.  Het grote winkelcentrum Stock Vermeersch-Deconinck is het opvallendste aantrekkingspunt. Het opvallendste gebouw is echter de maalderij "Lamieure". Deze voederfabriek is intussen omgebouwd tot een pelletfabriek.